# Книга любви (фильм, 2016, США)
«Книга любви» (англ. The Book of Love) — американский фильм от режиссёра Билла Пёрпола, снятый по оригинальному сценарию Робби Пикеринга. В главных ролях — Мэйси Уильямс, Джессика Бил, Джейсон Судейкис, Мэри Стинберджен, Орландо Джонс и Пол Райзер. Также Бил является продюсером фильма, наряду с Майком Ландри, Чаком Пачеко, Мишель Гласс и Карлосом Веласкесом. Муж Бил, Джастин Тимберлейк, напишет музыку к фильму.
Первый показ фильма состоялся 16 апреля 2016 года на кинофестивале «Трайбека».
13 января 2017 года фильм вышел в ограниченный прокат в США.

## Сюжет
Замкнутый в себе архитектор Генри (Джейсон Судейкис), неспособный унять боль из-за недавней потери жены, заводит дружбу с маленькой, но весьма острой на язык девочкой Милли (Мэйси Уильямс) и соглашается помочь ей построить плот, чтобы пересечь Атлантику.

## В ролях
| Актёр               | Роль             |
| ------------------- | ---------------- |
| Мэйси Уильямс       | Милли            |
| Джессика Бил        | Пенни            |
| Джейсон Судейкис    | Генри            |
| Мэри Стинберджен    | Джулия           |
| Пол Райзер          | Уинделл          |
| Орландо Джонс       | Корнелиус Тибадо |
| Брайан Бэтт         |                  |
| Русс Руссо          | Дэвид Перлман    |
| Джейсон Уорнер Смит | Глен             |

## Производство

### Подготовка к съёмкам
Первоначально роли Милли и Генри должны были исполнить Хлоя Грейс Морец и Джеффри Дин Морган, но из-за конфликта в рабочем графике их заменили Мэйси Уильямс и Джейсон Судейкис.

### Съёмки
Съёмки фильма начались в Новом Орлеане, штат Луизиана в марте 2015 года.